# Oacoma
Oacoma is een plaats (town) in de Amerikaanse staat South Dakota, en valt bestuurlijk gezien onder Lyman County.

## Demografie
Bij de volkstelling in 2000 werd het aantal inwoners vastgesteld op 390.
In 2006 is het aantal inwoners door het United States Census Bureau geschat op 418, een stijging van 28 (7.2%).

## Geografie
Volgens het United States Census Bureau beslaat de plaats een oppervlakte van
11,5 km², waarvan 5,2 km² land en 6,3 km² water. Oacoma ligt op ongeveer 422 m boven zeeniveau.

## Plaatsen in de nabije omgeving
De onderstaande figuur toont nabijgelegen plaatsen in een straal van 36 km rond Oacoma.